# The Impossible Bird
The Impossible Bird är ett musikalbum av Nick Lowe som gavs ut 1994. I Storbritannien gavs albumet ut på skivbolaget Demon Records, medan det övriga världen kom ut på Upstart Records. Skivan producerades av Lowe själv samt Neil Brockbank. Skivan fick mestadels ett gott mottagande hos musikkritiker, men blev ingen större försäljningsframgång.

## Låtlista
(låtar utan angiven upphovsman av Nick Lowe)
1. "Soulful Wind" - 3:01
2. "The Beast in Me" - 2:27
3. "True Love Travels on a Gravel Road" (Dallas Frazier, A.L. Owens) - 3:35
4. "Trail of Tears" (Roger Cook, Allen Reynolds) - 3:25
5. "Shelley My Love" - 3:12
6. "Where's My Everything?" - 2:40
7. "12-Step Program (To Quit You Babe)" - 3:11
8. "Lover Don't Go" - 4:03
9. "Drive-Thru Man" - 2:42
10. "Withered on the Vine" - 3:22
11. "I Live on a Battlefield" (Paul Carrack, Lowe) - 3:23
12. "14 Days" - 2:58
13. "I'll Be There" (Ray Price, Rusty Gabbard) - 2:13